# Harmonizace účetnictví
Harmonizace účetnictví znamená srovnatelnost informací zjišťovaných a vykazovaných v účetnictví, sjednocení účtování, oceňování a vykazování stejných transakcí. Hlavním důvodem je zajištění srovnatelnosti vykazovaných informací pro potřeby jejich uživatelů, jelikož tyto výkazy jsou mnohdy jediným zdrojem informací o podniku, jeho výkonnosti a o změnách ve finanční situaci. Harmonizace je tedy proces celkového sbližování finančního účetnictví a výkaznictví.
V současné době existují tři linie harmonizace účetnictví:
- Harmonizace v rámci Evropské unie
- Harmonizace v rámci USA
- Snahy o celosvětovou harmonizaci (IAS/IFRS)

Procesy ekonomické integrace a globalizace zvyšují snahu o využitelnosti účetních informací potřebné pro ekonomická rozhodování různých uživatelů. Hlavním problémem zůstává harmonizace tradic, odlišných ekonomických, právních, daňových a sociálních systémů jednotlivých států. Jedná se zejména o odlišné přístupy k právním systémům.
Existuje systém, který vychází ze zvykového práva a systém uplatňování kodifikovaného práva.

## Zvykové právo
Podle zvykového práva účetní zásady nemají povahu a formu právních předpisů, ale mají formu vodítek (např. tvorba rezerv, odpisů). Je zaměřeno na zachycení pravdivého a nezkresleného obrazu ekonomického stavu firmy. Správnost kontroluje soud, který posoudí, zda účetnictví opravdu odpovídá skutečnosti.

## Kodifikované právo
Podle kodifikovaného práva je účetnictví regulováno pomocí zákonů a prováděcích vyhlášek; firma aplikuje to, co je stanoveno zákonem.
Existuje mnoho členských zemí EU s rozdílnými účetními systémy. Je to z důvodu direktivy, která nabízí právo volby. To znamená, že země mohou respektovat či udržovat svá specifika, např. historický vývoj – kulturní a sociální aspekty včetně dosaženého stupně podnikatelské etiky. Můžeme tedy říci, že v rámci EU i přes veškerou snahu o harmonizaci stále neexistuje úplná srovnatelnost účetních informací.

## Historie harmonizace
Harmonizace účetnictví České republiky s pravidly EU začala na základě podepsané Římské smlouvy. Tato smlouva stanovuje vytvořit základy pro spojení evropských zemí tak, aby bylo možné společnou činností zabezpečit jejich vzájemný ekonomicko-sociální rozvoj. Jedná se o právní základ pro harmonizaci a přibližování legislativy členských států prostřednictvím zvláštních norem, tzv. direktiv.
Vývoj v Evropě v rámci účetnictví probíhá pomocí Směrnic Evropské unie a Mezinárodních účetních standardů, které se datují od roku 1995.
Rok 1995 – podpora iniciativy IASC (International Acccounting Standards Committee, který vznikl v roce 1973) vydávající IAS
Rok 2000 – požadavek vůči firmám registrovaným na kapitálových trzích v Evropské unii, aby dodržovaly IAS, modernizace směrnic Evropské unie (ve vzájemné souvislosti je také stanovení norem pro audit, etiku a záruku kvality), úprava stávajících IAS, vznik nových IFRS, změna systému vydávání a vytváření standardů včetně organizačních změn zastřešených IASB (International Accounting Standards Board, která navázala v roce 2001 na IASC a vydává IFRS)
Rok 2005 – harmonizace účetních závěrek vybraných subjektů, konsolidovaných účetních závěrek podle IFRS